# Michael Scott (The Office)
Pour les articles homonymes, voir Scott et Michael Scott (homonymie).
Michael Gary Scott est un personnage fictif de The Office diffusé sur NBC, interprété par Steve Carell et basé sur le personnage de David Brent de la version britannique. Michael est le personnage central de la série, en tant que directeur régional de la succursale de Dunder Mifflin Inc., une entreprise de vente de papiers pour commerces située à Scranton, de la saison 1 à 7.
Souffrant de solitude affective, il recherche désespérément en ses employés une famille de substitution et manifeste à de nombreuses reprises des comportements socialement inadaptés voire déplacés, particulièrement en tant que patron. Bien qu'il exaspère ses collègues autant qu'il les amuse par son humour puéril et ses idées calamiteuses, il finit par s'attirer leur amitié sincère et par trouver l'amour. Ses multiples défauts ne l'empêchent par ailleurs pas d'être un vendeur compétent et un patron dévoué à défendre la situation fragile de sa filiale, longtemps menacée de fermeture.
Il quitte temporairement Dunder Mifflin pour former la Michael Scott Paper Company à la fin de la 5e saison, puis partage une position de codirecteur avec Jim Halpert lors de la 6e saison.  À la fin de la 7e saison, il déménage au Colorado pour s'occuper de ses beaux-parents vieillissants, laissant le poste de manager à plusieurs personnages qui vont se succéder dans les deux dernières saisons de la série.

## Biographie
Personnage central de la série, il est manager régional du bureau de Scranton de la société de distribution de papier de Dunder Mifflin. Durant la cinquième saison de la série, Michael Scott quitte brièvement son poste afin de créer sa propre société, The Michael Scott Paper Company. Cette aventure ne dure pas et Dunder Mifflin rachète peu après la Michael Scott Paper Company et réinstaure Michael dans ses fonctions précédentes.
À de nombreuses reprises, il est fortement laissé entendre que Michael essaie d'utiliser ses subordonnés comme une famille de substitution et insiste pour que tout le monde pense à lui comme un ami d'abord, un patron ensuite, et probablement un « artiste », comme l'a fait David Brent dans la version britannique. Personne à l'égo surdimensionné, il se considère comme un comédien, mais ses tentatives de show humoristiques au bureau ont tendance à échouer. Il tient souvent des propos déplacés ou choquants dans l'espoir d'obtenir un éclat de rire. Néanmoins Michael est apprécié de ses collègues pour son humanisme et sa tendresse. 
Michael manque de maturité et de confiance en lui, a peu d'amis et est très solitaire. Sa solitude est aggravée par ses efforts pour se faire des amis, qui produisent en général l'effet inverse. Michael a recours à tous les moyens afin d'être le centre de l'attention et prend souvent le crédit des succès des autres. Il est tout de même très intelligent.
Ses subordonnés, à l'exception de Dwight Schrute, font des remarques dures à son égard.
Michael n'a pas toujours été un employé incompétent à Dunder Mifflin. Avant d'être promu directeur régional, il était un excellent vendeur, capable de bonnes relations avec les clients et de l'utilisation de sa prestance à son avantage. Toutefois, sa promotion le place dans une position au-dessus de son niveau de compétence, faisant de lui un mode de réalisation du principe de Peter.
Pour suivre son amoureuse Holly Flax, qui deviendra sa femme, Michael se voit devoir quitter Dunder Mifflin, laissant derrière lui des collègues devenus amis.

## Sources
- (en) Cet article est partiellement ou en totalité issu de l’article de Wikipédia en anglais intitulé « Michael Scott (The Office) » (voir la liste des auteurs).